# Перегонівська сільська рада (Голованівський район)
| Перегонівська сільська рада — колишній орган місцевого самоврядування у Голованівському районі Кіровоградської області з адміністративним центром у с. Перегонівка. Сільській раді підпорядковані населені пункти: - с. Перегонівка - с. Давидівка - с-ще Лісне - с. Полонисте |

## Склад ради
Рада складається з 26 депутатів та голови.

### Керівний склад ради
| ПІБ                         | Основні відомості                                                         | Дата обрання | Дата звільнення |
| --------------------------- | ------------------------------------------------------------------------- | ------------ | --------------- |
| Лобода Олег Анатолійович    | Сільський голова, 1964 року народження, освіта, член народної партії      | 26.03.2006   | 31.10.2010      |
| Гаврик Валентина Миколаївна | Сільський голова, 1952 року народження, освіта вища, член народної партії | 31.10.2010   |                 |

Примітка: таблиця складена за даними джерела

## Населення
Згідно з переписом УРСР 1989 року чисельність наявного населення сільської ради становила 4816 осіб, з яких 2195 чоловіків та 2621 жінка.
За переписом населення України 2001 року в сільській раді мешкало 4359 осіб.

### Мова
Розподіл населення за рідною мовою за даними перепису 2001 року:
| Мова       | Відсоток |
| ---------- | -------- |
| українська | 97,73 %  |
| російська  | 1,97 %   |
| вірменська | 0,16 %   |
| молдовська | 0,09 %   |
| білоруська | 0,02 %   |
| болгарська | 0,02 %   |